# Angel Olsen
Angel Olsen (* 22. ledna 1987 St. Louis) je americká zpěvačka. Vyrůstala u adoptivních rodičů. Své první šestipísňové extended play s názvem Strange Cacti vydala v roce 2010, přičemž první dlouhohrající desku Half Way Home vydala o dva roky později. Později podepsala smlouvu s vydavatelstvím Jagjaguwar a roku 2014 vydala své druhé album Burn Your Fire for No Witness. Jeho producentem byl John Congleton. Třetí album, které neslo název My Woman, a na němž spolupracovala s producentem Justinem Raisenem, vydala roku 2016. Během své kariéry se podílela také na albech dalších hudebníků, mezi něž patří například Will Oldham a Lawrence Rothman. V roce 2016 přispěla coververzí písně „Attics of My Life“ od skupiny Grateful Dead na album Day of the Dead.

## Diskografie
- Half Way Home (2012)
- Burn Your Fire for No Witness (2014)
- My Woman (2016)
- All Mirrors (2019)
- Whole New Mess (2020)
- Big Time (2022)